# Краснореченский поселковый совет
Краснореченский поселковый совет (укр. Красноріченська селищна рада) — административно-территориальная единица Кременского района Луганской области Украины.

## Населённые пункты совета
- пгт Краснореченское
- с. Залиман
- с. Площанка

## Адрес поссовета
92913, Луганська обл., Кремінський р-н, смт. Красноріченське, вул. Фрунзе, 20; тел. 9-30-34 (укр.)